# الحرب الأنجلوآروية

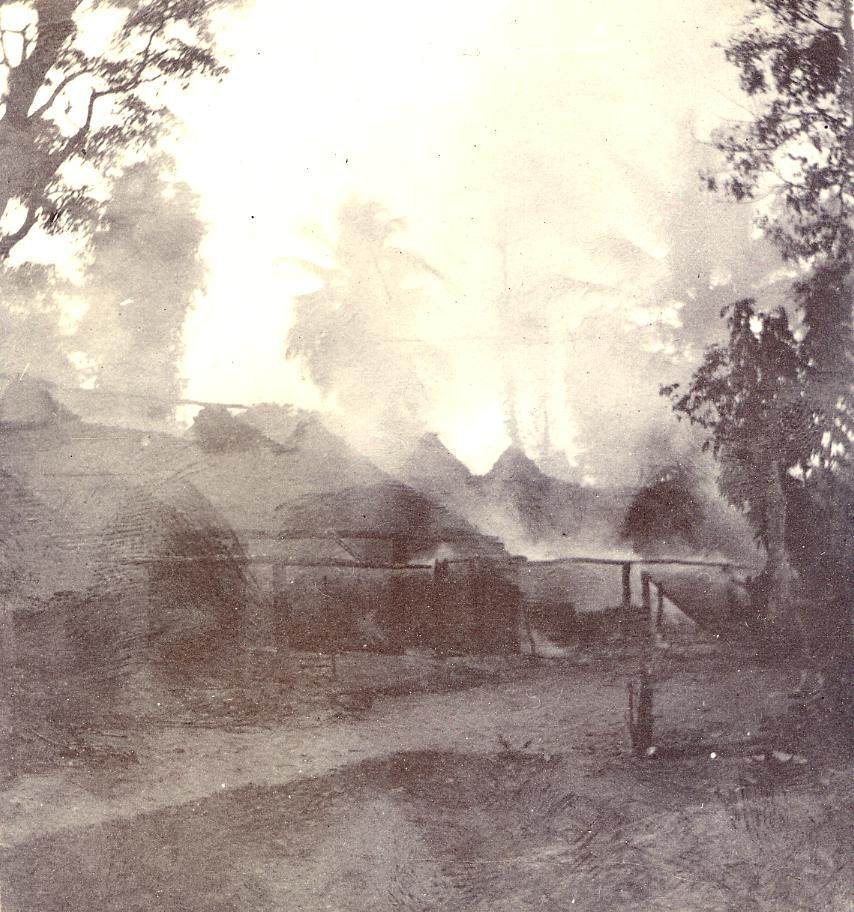

كانت الحرب الأنجلوآروية (1901 - 1902) نزاعًا بين اتحاد آرو في ما يُعرف اليوم بشرق نيجيريا، والإمبراطورية البريطانية. بدأت الحرب بعد تزايد التوتر بين قادة الآرو والمستعمرين البريطانيين عقب سنوات من المفاوضات الفاشلة.

## سبب الحرب
ناهض تزايد الاختراق البريطاني للمناطق النائية في العقود الأخيرة من القرن التاسع عشر سلطان اتحاد آرو الذي بلغ بسطه كامل شرق نيجيريا وما بعده. قاوم شعب آرو وحلفاؤهم هذا الاختراق الذي شكل تهديدًا لثقافتهم، ونفوذهم، وسيادتهم.

تضمنت أسباب الحرب التي قدمها السير رالف مور، المفوض البريطاني الأعلى لمحمية الساحل النيجيري، ما يلي:
«من أجل وقف التعامل والإتجار بالعبيد بصورة عامة بغية إنفاذ قرار تجارة العبيد رقم 5 للعام 1901 في جميع الأراضي اعتبارًا من الأول من يناير المقبل؛ من أجل إلغاء توارث سحر جوجو خاصة قبيلة آرو، الذي يتسبب، بالخرافة والاحتيال، بالكثير من الإجحاف بحق قبائل الساحل عمومًا ويعارض تأسيس الحكومة. تستخدم سلطة الكهانة في استصدار السكان الأصليين لبيعهم كعبيد أيضًا لذا صار كسرها أمرًا ضروريًا في نهاية المطاف؛ كما فتح بلاد شعب آرو كله على الحضارة؛ وإشغال السكان الأصليين في تجارة قانونية؛ وطرح عملة تستبدل العبيد، وقضبان النحاس الأصفر، وغيرها من أشكال العملات المحلية وتسهيل المعاملات التجارية؛ وأخيرًا تأسيس سوق عمل يحل محل نظام العبودية الحالي».
اعتُبرت ممارسة شعوب آرو للطقوس الكهنوتية في معابد مكرسة للإله إبين أوكبابي، بغية الهيمنة على نشاطات الاستعباد، أمرًا يتعارض مع الطموح الامبراطوري للقوى البريطانية، ما كان بالتالي سبب الحاجة إلى تدمير المعبد الرئيسي، الذي كان يقع في أروتشوكو (وفق جيه آي روس، 2015).

## معارضة آرو
أدرك الآرو أن الاختراق البريطاني من شأنه أن ينهي هيمنتهم الاقتصادية على المناطق النائية. وقد عارضوا ديانتهم أيضًا، المسيحية، التي شكلت تهديدًا لنفوذهم الديني المطبق عبر وسيط الوحي إبيني أوكبابي. بدأ الآرو بشن غارات وغزو مجتمعات بغية تقويض الاختراق البريطاني منذ تسعينيات القرن التاسع عشر. في الوقت الذي تجهز فيه البريطانيون لغزو أروتشوكو في نوفمبر من عام 1901، شن الآرو آخر هجماتهم الرئيسية قبل تنفيذ القوات البريطانية لحملة آرو. نهبت قوات آرو بقيادة أوكورو توتي مجتمع أوبيغو (حليف لبريطانيا)، ما نتج عنه موت 400 شخص. عجّل هذا الاعتداء تحضير البريطانيين لهجومهم.